# 94.7 Cycle Challenge
El 94.7 Cycle Challenge és una competició ciclista d'un dia que es disputa anualment als voltants de Johannesburg (Sud-àfrica). La cursa, creada el 1997, reuneix cada any entre 20.000 i 30.000 participants que han de fer la distància de 94.7 km. Des del 2000 també es disputa la cursa femenina.

## Palmarès masculí
- 1997  Nicholas White
- 1998  Ryan Cox
- 1999  Robert Hunter
- 2000  Malcolm Lange
- 2001  Malcolm Lange
- 2002  Daniel Spence
- 2003  Ian McLeod
- 2004  Antonio Salomone
- 2005  Darren Lill
- 2006  Martin Velits
- 2007  Herman Fouche
- 2008  Malcolm Lange
- 2009  Arran Brown
- 2010  Nicholas White
- 2011  Arran Brown
- 2012  Reinardt Janse van Rensburg
- 2013  Willie Smit
- 2014  Till Drobisch
- 2015  Stefan de Bod
- 2016  Brendon Davids
- 2017  Daryl Impey

## Palmarès femení
- 2000  Mari Rogers
- 2001  Mari Rogers
- 2002  Wanda Ariano
- 2003  Samantha Bounds
- 2004  Samantha Bounds
- 2005  Lisa Vermaak
- 2006  Yolandi du Toit
- 2007  Joanna Hotchkiss
- 2008  Anriëtte Schoeman
- 2009  Joanna Van De Winkel
- 2010  Cherise Taylor
- 2011  Ashleigh Moolman
- 2012  Sharon Laws
- 2013  Ashleigh Moolman
- 2014  Marianne Vos
- 2015  Ashleigh Moolman
- 2016  Charlotte Becker
- 2017  Ashleigh Moolman